# Нурмухаметов, Рашит Мухаметбареевич
 Рашит Мухаметбареевич Нурмухаметов  (1925—1986) — живописец, народный художник Башкирской АССР (1966), народный художник РСФСР (1977), лауреат Государственной премии БАССР имени Салавата Юлаева.

## Биография
Рашит Мухаметбареевич Нурмухаметов родился 4 сентября 1925 года в городе Уфе.
В 1950 году окончил Уфимское художественное училище, в 1956 году — Московский Художественный институт им. В. И. Сурикова. В Московском художественном институте его педагогами были известные в советском искусстве живописцы Виктор Григорьевич Цыплаков и Василий Прокофьевич Ефанов. Его уфимские учителя — художники Александр Эрастович Тюлькин и Порфирий Маркович Лебедев.
Нурмухаметов сделал галерею национальных характеров в портретах: народной артистки РСФСР Б. Валеевой (1952), народной артистки СССР З. Насретдиновой (1955), скульптора М. Якубова (1967), поэта М. Карима (1971), композитора З. Исмагилова (1974). Автор жанровых композиций. «Легенда о батыре» (1967), «Жертва шариата» (1969).
В 1960—1965 и 1971—1980 годах он — председатель правления Союза художников БАССР. В 1975 году избирался депутатом Верховного Совета БАССР.
Занимался педагогической деятельностью: c 1972 по 1980 годы преподавал в Уфимском государственном институте искусств. Он был инициатором появления художественного факультета в молодом Уфимском институте искусств (сейчас академии). Его ученики — И. Бикбулатов, Р. Зайнетдинов, Р. Харисов, Р. Абдуллин, Г. Калитов, У. Мухаметшин.

## Награды
- Лауреат премии имени Салавата Юлаева (1969).
- Орден «Знак Почёта» (1971).
- Медаль «За доблестный труд», 1970.
- Медаль «30 лет Победы в Великой Отечественной войне 1941—1945 гг.», 1975.
- Почётная грамота Президиума Верховного Совета БАССР, 1955.
- Почётная грамота Президиума Верховного Совета БАССР, 1977.

## Картины
Основные работы: «Портрет писателя С. Агиша» (1953), «Портрет балерины Зайтуны Насретдиновой» (1955), «Портрет заслуженного врача РСФСР В. А. Гизатуллина» и «Скульптор М. Якубов».
Важной для Нурмухаметова темой была тема так называемого «простого человека», где герои — плотники, бурильщики и просто хорошие и добрые люди представляют собой, по мысли автора, лицо народа, повседневную жизнь тружеников, населяющих республику. Из этого ряда — «Доярка Рыскулова» (1964), «За самоваром» (1961), «Чабан Давлетов» (1965), «Карим-бабай» (1967), портрет «Бурильщик Гафур» (1959).
В творчестве Рашита Нурмухаметова поиски идеального образа человека труда также прошли через «суровый стиль». Картины «Будни Крайнего Севера» (1972—1974), «Первопроходец Заполярья» (1974) и другие вполне точно отвечают многим его особенностям. Лучшая из подобных его работ — «В нефтяном крае» (1969), «Жертвы шариата». 1953—1969. Холст, масло.
В 70—80-е годы он написал цикл портретов ветеранов Великой Отечественной войны. В результате поездок на Крайний Север (в 70-х гг.) и на Алтай (1983) появилась новая серия жанровых картин, портреты и пейзажи: триптих «Над Крайним Севером» (1972—1974), «Первопроходец Заполярья» (1974), «Осень на Алтае» (1983).
К основным работам художника также относятся: Портрет засл. артистки РСФСР Бану Валеевой, х. м., 1952. А. П. Чехов в Башкирии, х. м., 1956. После трудового дня, х. м., 1956. Впервые в городе, х. м., 1956. Нефтяник Гафур, х. м., 1959. Мастер Андрияшин, х. м., 1959. За самоваром, х. м., 1961. Таслима, х. м., 1963. В степях Башкирии, х. м., 1964. Карим-бабай, х. м., 1967. Чабан Касторан Давлетов, х. м., 1965. Легенда о батыре, х. м., 1966—1967. Портрет заслуженного врача РСФСР, доктора медицинских наук, профессора Гизатуллина, х. м., 1966—1967. В минуты отдыха, х. м" 1967. Жертвы шариата, х. м., 1960—1969. В нефтяном крае, х. м., 1969. Портрет народного поэта Башкирии Мустая Карима, х. м., 1974. Портрет композитора 3. Исмагилова, х. м., 1974. Портрет матери, х. м, 1974. Триптих «Будни Севера», 1973—1974: Первопроходец, х. м., После вахты. Друзья, х. м. —60°, х. м. Триптих «Первопроходцы Севера», 1974: Ямал — край земли, х. м. Над крайним Севером, х. м. Здесь будет город заложен, х. м. На дорогах войны, х. м., 1973—1975. Воспоминание об Алжире, х. м., 1977.

## Выставки
Нурмухаметов — участник республиканских, зональных, всероссийских, всесоюзных и зарубежных (ГДР, МНР) выставок с 1947.
Персональные выставки состоялись в Уфе (1970, 1975, 1986), Севастополе и Алма-Ате (1975), Казани и Ленинграде (1976).
- Республиканские, Уфа, с 1951 г. на всех, кроме молодёжных 1972 и 1976 гг.
- Декадная выставка произведений художников БАССР, Москва, 1955.
- Декадная выставка произведений художников БАССР, Москва, Ленинград, 1969.
- Зональные выставки «Урал социалистический»: Свердловск, 1964; Пермь, 1967; Челябинск, 1969; Уфа, 1974.
- Выставка произведений художников БАССР, посвященная 100-летию со дня рождения В. И. Ленина, г. Ульяновск, 1970.
- Выставка произведений художников 3-х зон, Москва, 1971.
- Выставка произведений художников автономных республик РСФСР, Москва, 1971.
- Декадная выставка работ художников БАССР в Каракалпакской АССР, Нукус, 1976.
- Выставка произведений художников РСФСР, Москва, 1952.
- Выставка «Художники РСФСР», Москва, 1956.
- Всероссийская художественная выставка «Советская Россия», Москва, 1960.
- Всероссийская художественная выставка «Советская Россия — 2», Москва, 1964.
- Всероссийская художественная выставка «Советская Россия — 3», Москва, 1967.
- Всесоюзная художественная выставка, посвященная 50-летию Советской власти, Москва, 1967.
- Всесоюзная художественная выставка, посвященная 100-летию со дня рождения В. И. Ленина, Москва, 1970.
- Всесоюзная художественная выставка «СССР — наша Родина», Москва, 1973.
- Выставка произведений советских художников «Героическим защитникам Севастополя посвящается», Севастополь, 1976.
- Международная выставка «Советское изобразительное искусство», МНР, Улан-Батор, 1970.
- Выставка произведений художников Башкирии в ГДР, г. Галле, 1975.